# Белинский банк
Белинский банк — река в России, протекает по территории Володарского района Астраханской области. Устье реки находится в Каспийском море. Длина реки составляет 34 км.

## Данные водного реестра
По данным государственного водного реестра России относится к Нижневолжскому бассейновому округу, водохозяйственный участок реки — Волга (дельта) от водомерного поста Верхнее Лебяжье и до устья. Речной бассейн реки — Волга от верхнего Куйбышевского водохранилища до впадения в Каспий.
Код объекта в государственном водном реестре — 11010002512112100012924.